# 義務教育諸学校の教科用図書の無償措置に関する法律
義務教育諸学校の教科用図書の無償措置に関する法律（ぎむきょういくしょがっこうのきょうかようとしょのむしょうそちにかんするほうりつ、昭和38年12月21日法律第182号）は、義務教育諸学校の教科用図書の無償措置に関する日本の法律である。
1963年12月21日に公布された。

## 概要
義務教育諸学校の教科用図書の無償に関する法律第1条第2項の規定を受けて、教科用図書の無償給付その他義務教育諸学校の教科用図書を無償とする措置について必要な事項を定めるとともに、当該措置の円滑な実施に資するため、義務教育諸学校の教科用図書の採択及び発行の制度を整備し、もつて義務教育の充実を図ることを目的としている。
文部科学大臣は教科用図書発行者について、基準に適合しているかどうかを調査するため必要があると認めるときは、教科用図書発行者に対し、必要な報告又は資料の提出を求めることができ、教科用図書発行者が報告若しくは資料の提出の要求に応ぜず、又は虚偽の報告をし、若しくは虚偽の資料を提出した場合は3万円以下の罰金に処せられる。

## 定義
義務教育諸学校
学校教育法（昭和22年法律第26号）に規定する小学校、中学校、義務教育学校、中等教育学校の前期課程並びに特別支援学校の小学部及び中学部。
教科用図書
学校教育法第21条第1項（同法第40条 、第51条の9第1項及び第76条において準用する場合を含む。）及び第107条に規定する教科用図書。

## 構成
- 第一章　総則（第1条・第2条）
- 第二章　無償給付及び給与（第3条 - 第9条）
- 第三章　採択（第10条 - 第17条）
- 第四章　発行（第18条 - 第22条）
- 第五章　罰則（第23条・第24条）
- 附則